# Semites

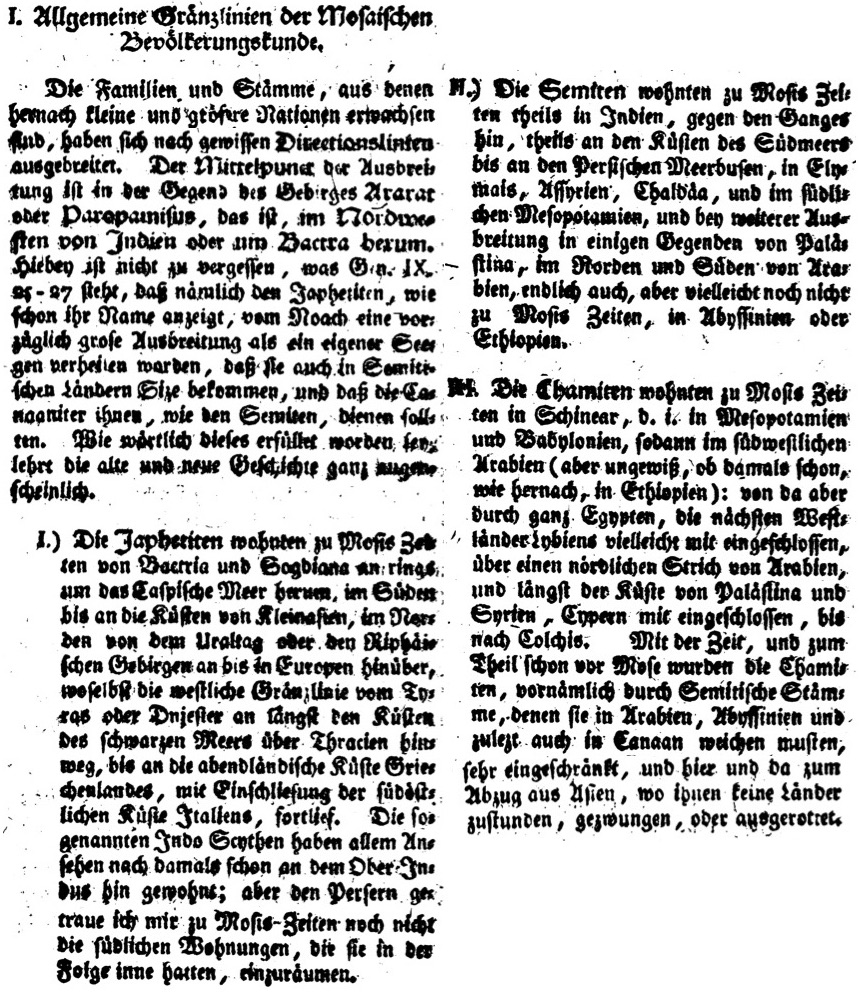
La primera representació de l'etnologia històrica del món es representa en la separació dels fills bíblics de Noé: semites, hamites i jafetites. L'Einleitung in die Synchronistische Universalhistorie (1771) de Gatterer explica que la història moderna ha mostrat la veritat de la predicció bíblica de la supremacia jafetita.

Semites, pobles semites o cultures semites va ser un terme utilitzat per referir-se a un grup ètnic, cultural o racial. La terminologia és ara en gran part obsoleta fora de l'agrupació de les anomenades «llengües semítiques» en lingüística.
Utilitzada per primera vegada a la dècada de 1770 pels membres de l'Escola d'Història de Göttingen, aquesta terminologia bíblica per a la raça va partir de Sem (hebreu: שֵׁם‎), un dels tres fills de Noè al Llibre del Gènesi, juntament amb els termes paral·lels hamites i jafetites. Es referia als habitants d'Àsia occidental.
En arqueologia, el terme de vegades s'utilitza informalment per assenyalar els antics pobles dels idiomes que descendeixen del protosemític

## Ètnia i raça

Mapa amb la distribució de les llengües semites inicials

Distribució geogràfica dels parlant de llengües semites, en taronja, i d'altres llengües afroasiàtiques avui en dia

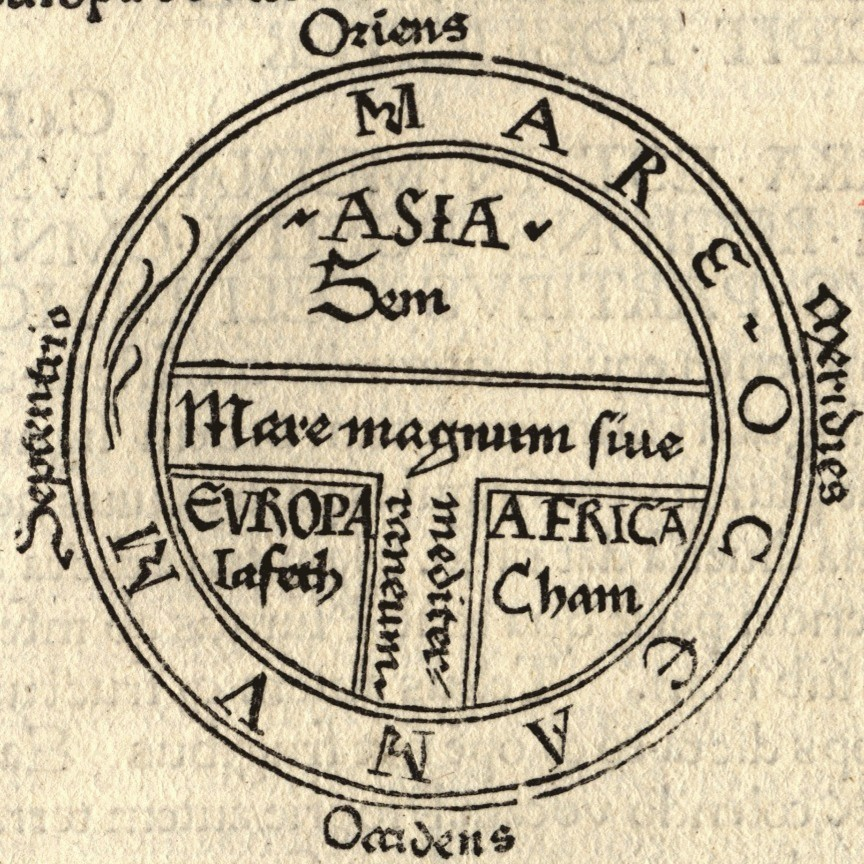
Aquest Mapa T-O, de 1472, de la primera versió impresa del llibre Etymologiae d'Isidor de Sevilla, identifica els tres continents coneguts com a poblats per descendents de Sem (Sem), Iafeth (Jafet) i Cham (Cam).

El terme semític en un sentit racial va ser encunyat pels membres de l'Escola d'Història de Göttingen a principis de la dècada de 1770. Altres membres de l'Escola d'Història de Göttingen van encunyar el terme separat caucàsic a la dècada de 1780. Aquests termes van ser utilitzats i desenvolupats per molts altres estudiosos durant el segle següent. A principis del segle xx, les classificacions racialistes de Carleton S. Coon incloïen els pobles semites de la raça caucàsica, indicant que eren semblants en aparença als pobles de parla indoeuropea, caucàsica del nord-oest i kartvelians. A causa de l'entrellaçament dels estudis lingüístics i els estudis culturals, el terme també va passar a aplicar-se a les religions (antigues semítiques i abrahàmiques) i ètnies de diverses cultures associades per distribució geogràfica i lingüística.

## Antisemitisme

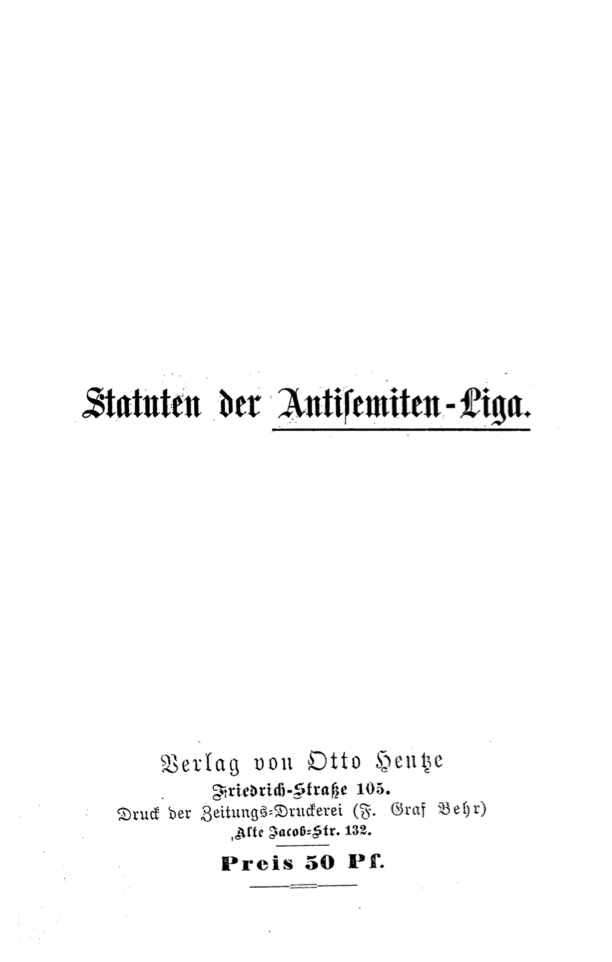
Estatuts de 1879 de la Lliga Antisemita, l'organització que va popularitzar per primera vegada el terme

Els termes antisemita o antisemitisme es referien a qualsevol que fos hostil o que discriminés els jueus en particular.
Antropòlegs del segle xix com Ernest Renan van alinear fàcilment les agrupacions lingüístiques amb l'ètnia i la cultura, apel·lant a l'anècdota, la ciència i el folklore en els seus esforços per definir el caràcter racial. Moritz Steinschneider, en el seu periòdic de cartes jueves Hamaskir (3 (Berlín 1860), 16), analitza un article de Heymann Steinthal que critica l'article de Renan «Noves consideracions sobre el caràcter general dels pobles semítics, en particular la seva tendència al monoteisme». Renan havia reconegut la importància de les antigues civilitzacions de Mesopotàmia, Israel, etc., però va anomenar les races semites inferiors a les àries pel seu monoteisme, que considerava que sorgia dels seus suposats instints racials luxuriosos, violents, sense escrúpols i egoistes. Steinthal va resumir aquestes predisposicions com «semitisme», i així Steinschneider va caracteritzar les idees de Renan com a «prejudicis antisemites».
El 1879 el periodista alemany Wilhelm Marr va iniciar la politització del terme parlant d'una lluita entre jueus i alemanys en un pamflet anomenat Der Weg zum Siege des Germanenthums über das Judenthum (‘El camí cap a la victòria del germanisme sobre el judaisme’). Va acusar els jueus de liberals, un poble sense arrels que havia judaïtzat els alemanys. L'any 1879 els partidaris de Marr van fundar la "Lliga per a l'Antisemitisme", que es va ocupar exclusivament de l'acció política antijueva.
Almenys des de la dècada del 1930 s'han plantejat objeccions a l'ús del terme, com ara la naturalesa obsoleta del terme semític com a terme racial i l'exclusió de la discriminació contra els pobles semites no jueus.